# Panjska končnica

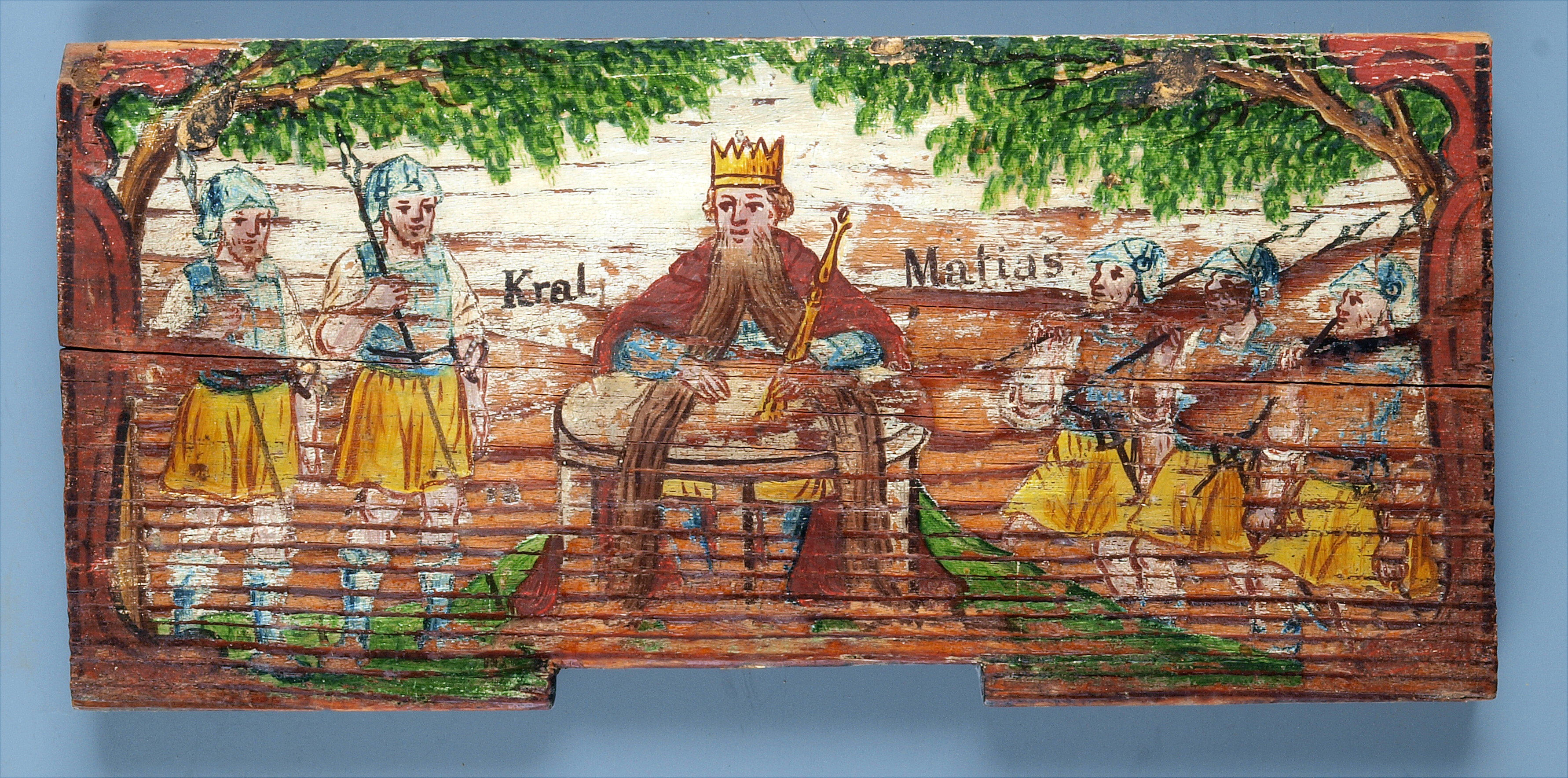
Kung Matthias (inskription "Kung Matthias") från 1877, Leopold Layers verkstad.

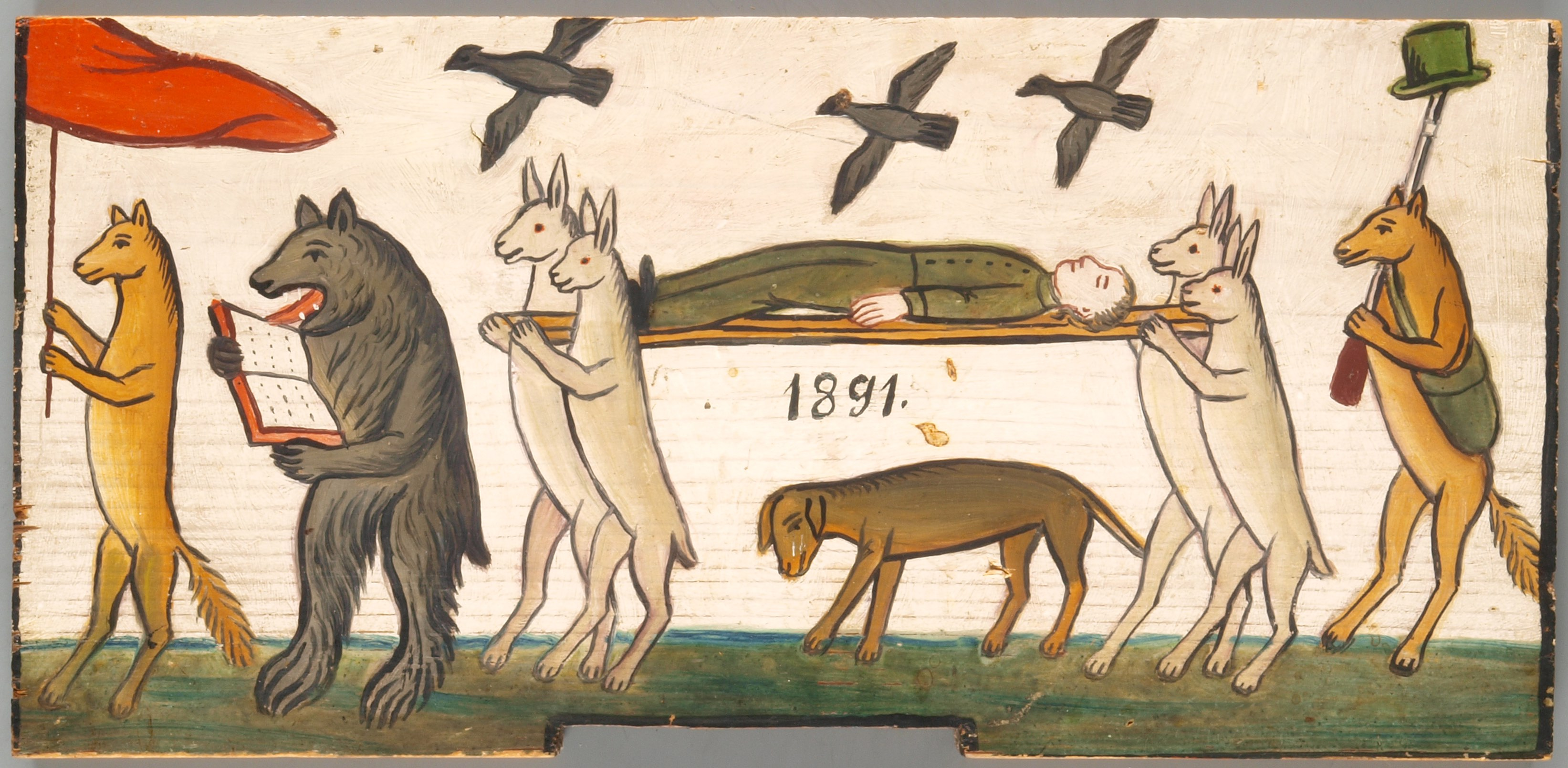
Jägarens begravning av Maria Pavlič, 1891.

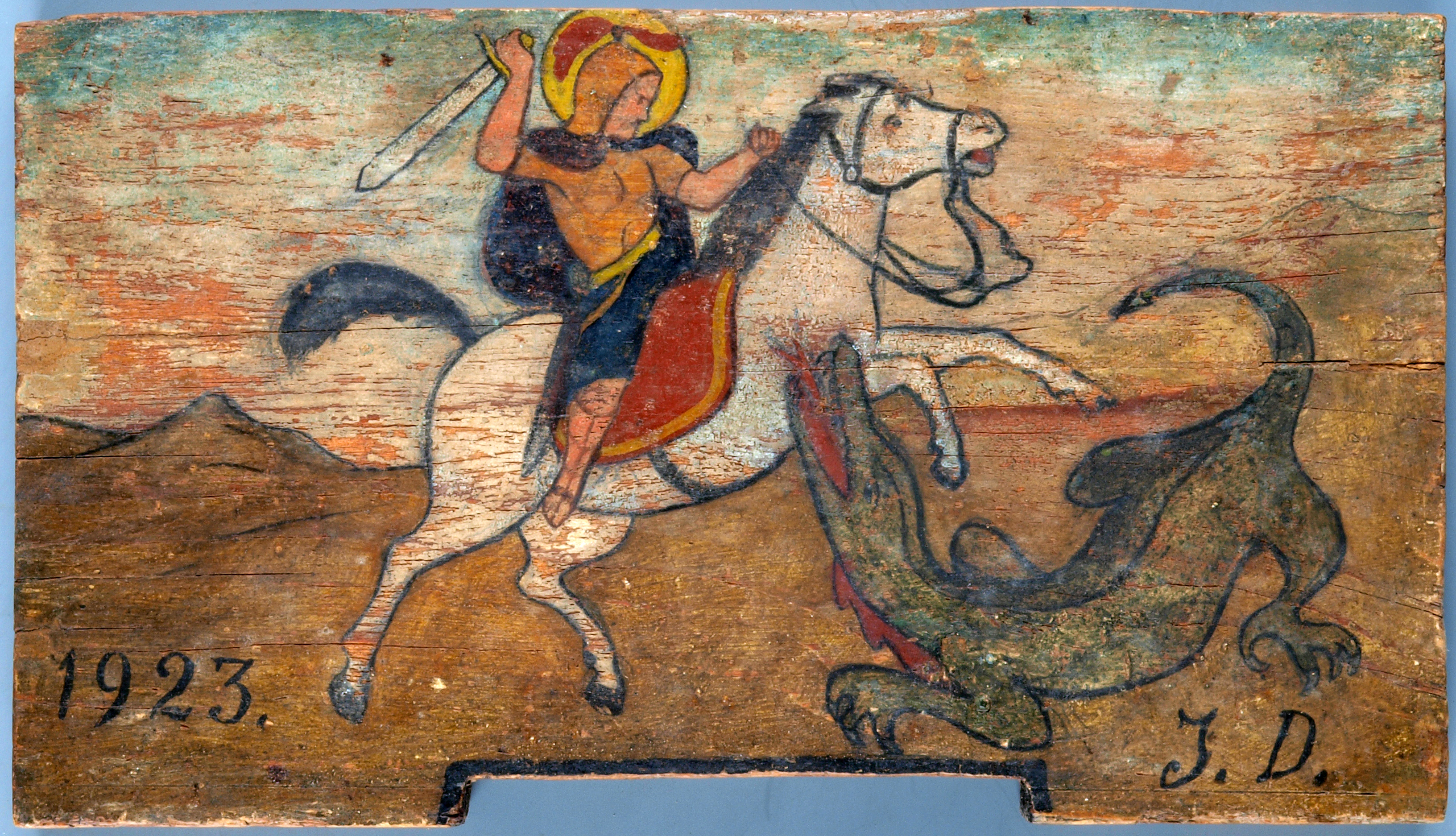
Sankt Göran och draken från 1923.

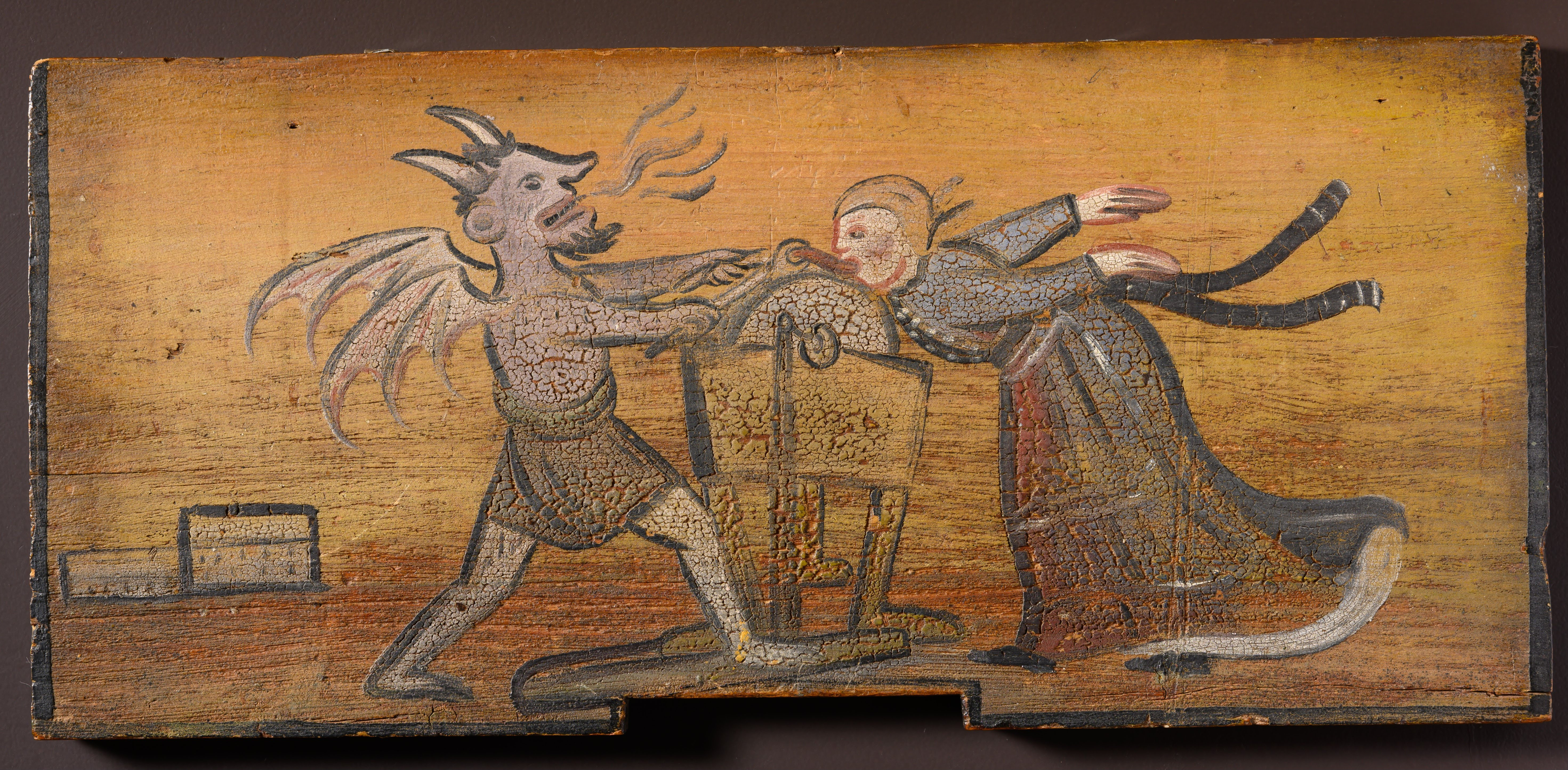
Djävulen maler mormors tunga från 1848.

Panjska končnica (bikupebräda) är en målad träskiva som används för att stänga en slovensk bikupa, så kallad "kranjič." Numera används dessa målade träskivor för många olika typer av bikupor i syfte att bevara traditionen.
Denna typ av folkkonst, typisk för Slovenien, skapades i regionen Gorenjska och slovenska Koroška, och därifrån spreds den till hela Slovenien. De äldsta bikupebrädorna går tillbaka till mitten av 1700-talet och målningen av motiv på bikupor upphörde i stort sett efter första världskrigets slut. De bilder som målats av enkla och vanligen självlärda målare har mestadels figurmotiv och mer än 600 olika motiv är kända, varav ungefär hälften är religiösa. Under cirka 150 år skapades mer än 50 000 bikupebrädor, som biodlare monterade på sina bikupor för att skilja dem från varandra och från andra biodlares. Ofta användes helgonmotiv, som samtidigt skulle skydda bina.
I det slovenska alpområdet var användningen av bikupebrädor mest utbredd under andra hälften av 1800-talet. Under deras "guldålder", mellan 1820 och 1880, tillkom världsliga motiv med verkliga eller imaginära budskap till de redan nämnda religiösa målningarna. På den tiden förekom även historiska händelser som krigshändelser och ekon av olika händelser från den tiden. Det finns också scener av bondevardag och festligheter, djur och folkhantverk samt olika historiska scener. Det finns även motiv som uppmärksammar mänsklig dumhet och som lekfullt hånar både män och kvinnor.
Idag har målade träskivor på bikupor endast en symbolisk betydelse, och reproduktioner av de mest kända motiven är en populär present och turistsouvenir i Slovenien. Bikupebrädor representerar en etnografisk skatt i Slovenien.
Sedan 2018 har "målningen av bikupebrädor" införts i registret över immateriella kulturarv i genren iscensättning och presentation och subgenren konstnärliga uttryck.

## De mest kända motiven
Sekulära motiv:
- Maken kommer tillbaka berusad från krogen
- Mjölnaren och hans fru
- Skördar svärmen
- Produktion av sprit
- Bönder vid rättegång (illustrerar två bönder som slåss om en ko och advokaten som mjölkar den)
- En fru som släpar ut sin man från krogen
- En man som bär sin fru på ett kors

Motiv från sagor:
- Ryttarduell mellan Pegam (Jan Vitovec - husitisk/tjeckisk kämpe, befälhavare för hertigarna av Celje) och Lambergar (Kristof Lambergar - en ung slovensk riddare)
- En räv som rakar en jägare
- Jägarens begravning
- Mormors kvarn (illustrerar djävulen, som bär in en gammal och ful mormor i kvarnen, men tar fram en ung och vacker flicka)
- Get-domen i Visnja Gora
- Snigel från Visnja Gora
- Djävulen mal mormors tunga

Kristna motiv:
- Adam och Eva i paradiset
- Noaks ark
- Jesu korsfästelse
- Maria med Jesus
- Fredsduva

## Målade bikupspaneler i Sverige
Biodlare från Slovenien, Žan Križnar, har tagit med sig traditionen med målade bikupspaneler till Sverige. Målet är att hålla denna unika kulturarv levande utomlands och göra det intressant för lokalbefolkningen och barn genom att använda dessa paneler för att berätta lokala historier.
Motiven hämtas från svenska sagor, vidskepelse och olika väsen, och målas i traditionell slovensk stil med oljefärger. Halva motiven är gjorda av biodlarens syster, Taša Križnar, vilket tillför en extra dimension till det vackra kulturarv de vill dela med det svenska samhället.

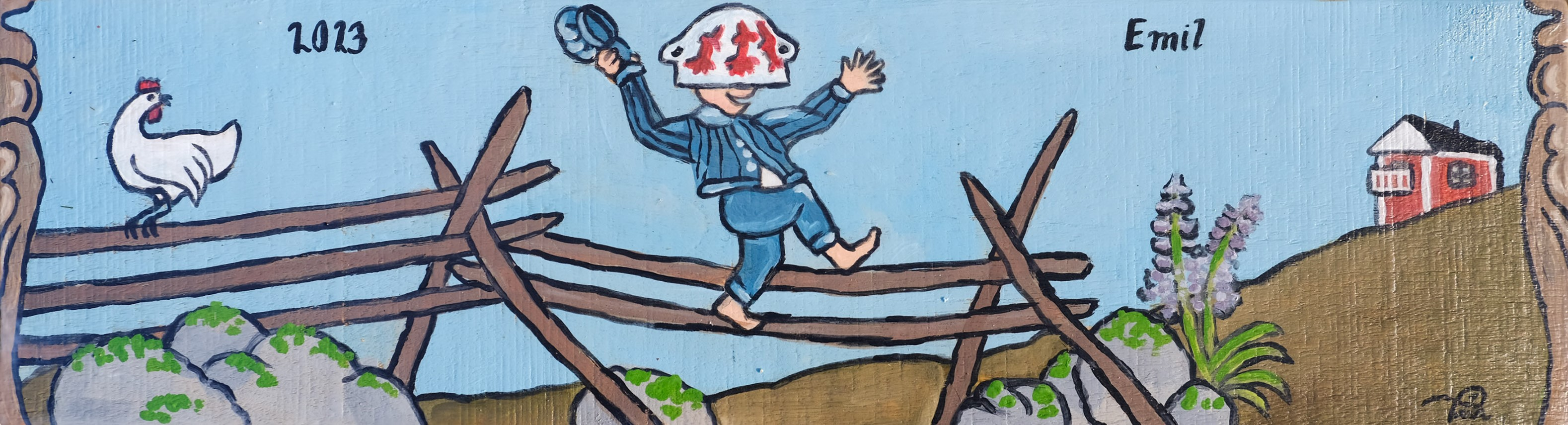
Emil i Lönneberga

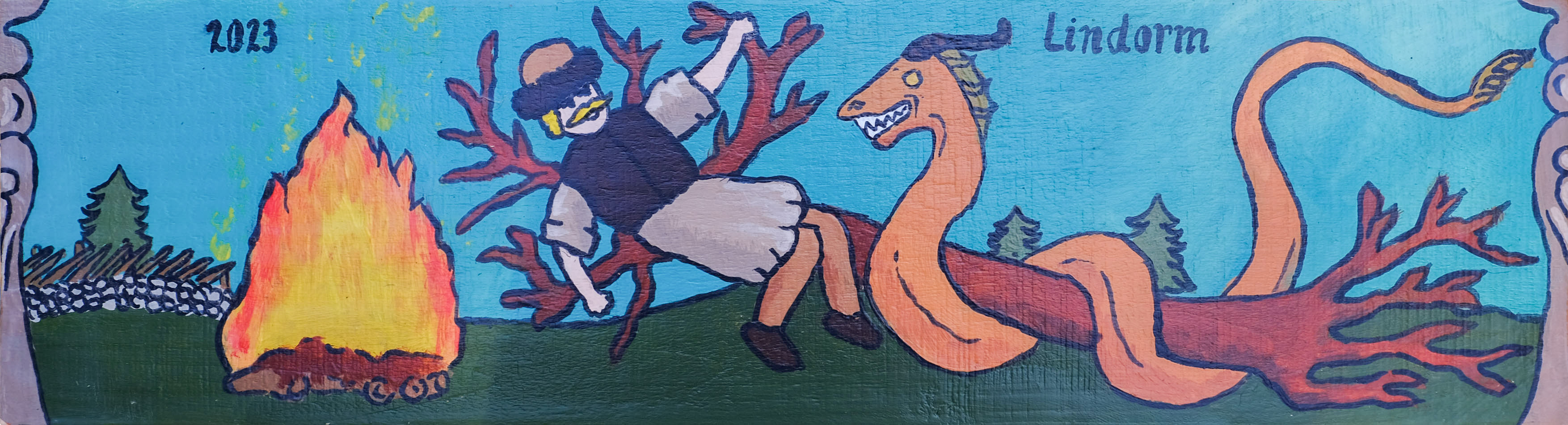
Lindormen

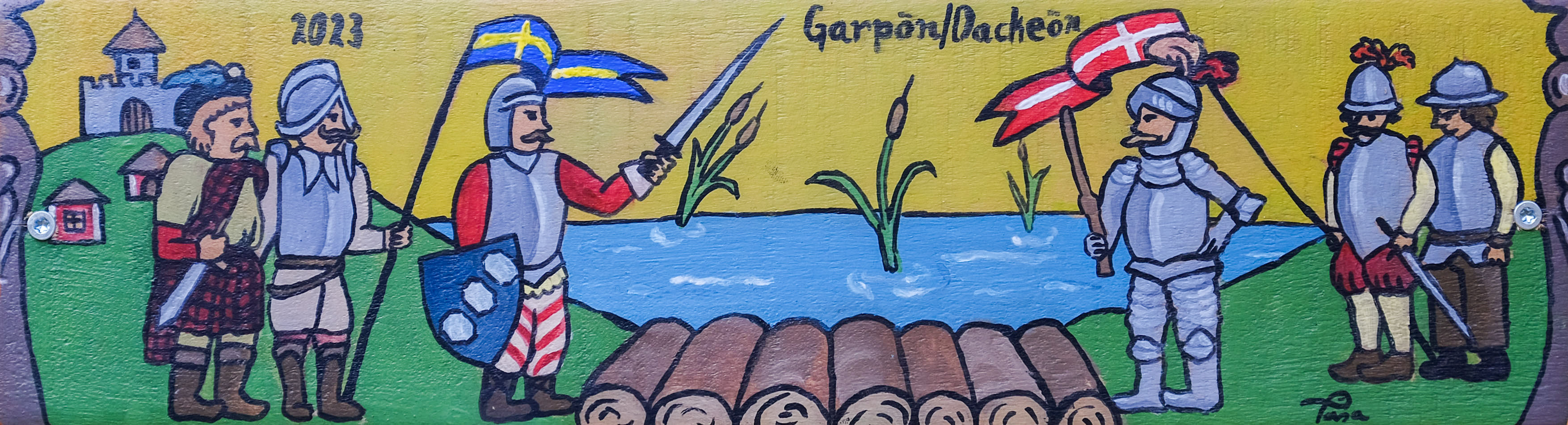
Garpön

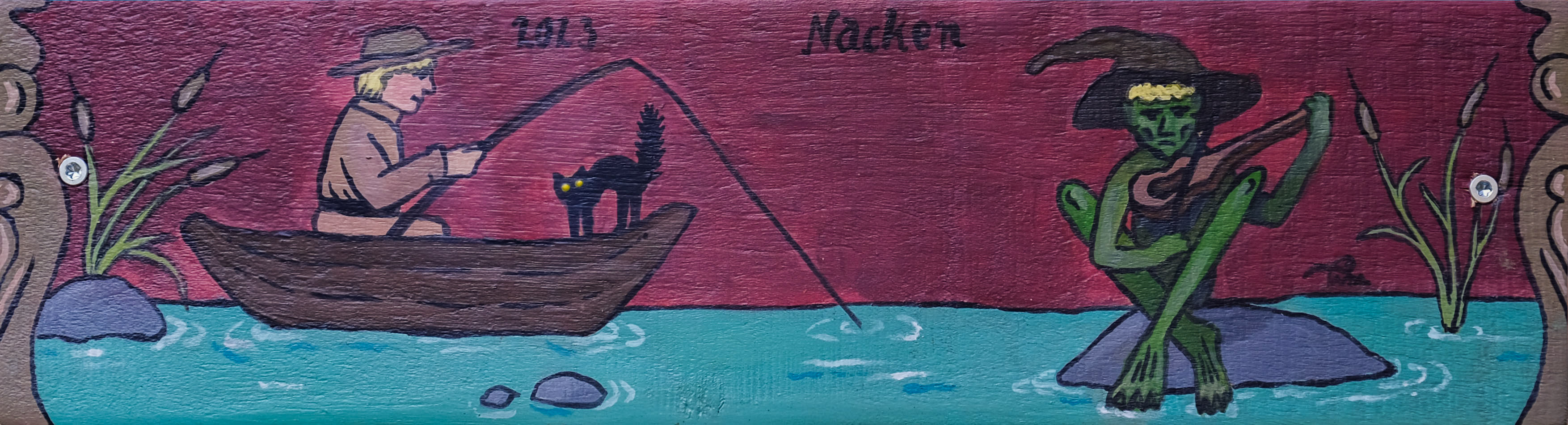
Näcken

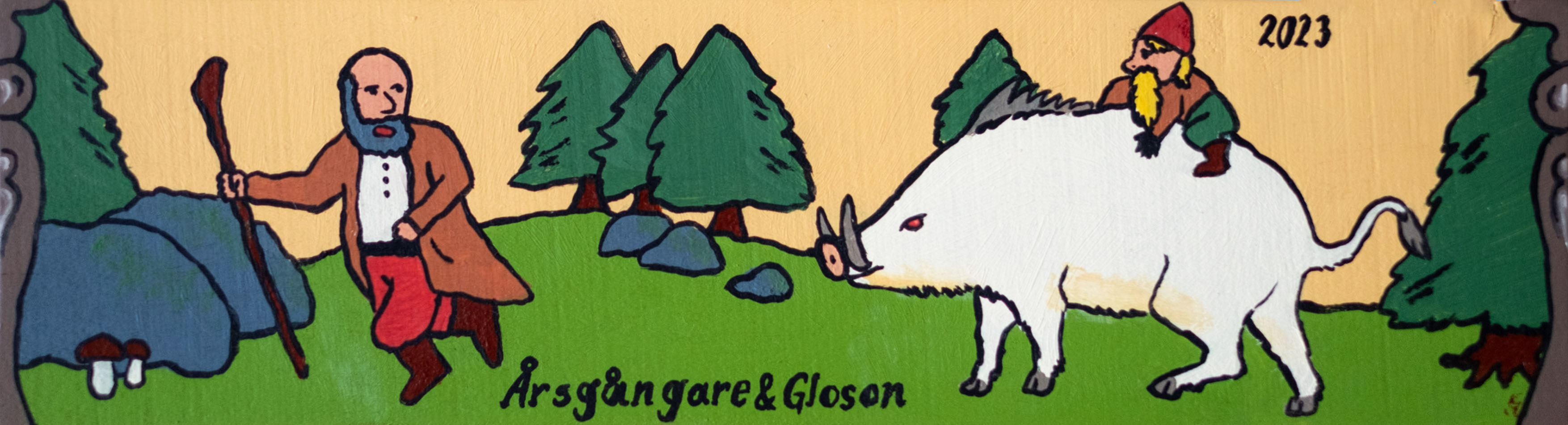
Gloson

Denna bikupspanel föreställer Emil i Lönneberga, en älskad karaktär från Astrid Lindgrens klassiska barnböcker. Emil är en busig pojke från den lilla byn Lönneberga, känd för sina många upptåg och roliga äventyr. Motivet visar ögonblicket när Emil får en gryta fast på huvudet, en av hans mest kända hyss.
Denna bikupspanel föreställer sagan om Lindormen och mannen som löste byns ormproblem. Byn hade stora problem med ormar, så de kallade på en man som sa att han kunde bli av med dem. Han tände en stor eld och spelade musik, vilket fick alla ormar att krypa in i elden. Mannen väntade i ett träd tills faran var över. Men plötsligt kom en gigantisk Lindorm, klättrade upp i trädet och drog ner både trädet och mannen i elden.
Denna bikupspanel föreställer Garpön. På en ö i sjön Hjorten, Rumskulla socken, ligger en befäst gård. Ute i sjön har man slagit ned tre kransar av träpålar som effektivt spärrat av holmen. Dateringar på några av träpålarna visar att pålspärren byggts i början på 1370-talet.
Namnet Garpön (garp=tysk) antyder att gården uppförts av en tysk adelsman eller en tyskvänlig svensk, i alla fall en person som stod på kung Albrekts sida. Sannolikt har drottning Margareta satt en slutpunkt för både ägaren och gården i slutet av 1300-talet. Den tyske adelsmannen och svenska bönder/soldater försvarade sannolikt ön från invaderande danskar. Senare spred sig ordet att den rebelliska Nils Dacke från Småland vistades på ön med sina rebeller.
Denna bikupspanel föreställer Näcken och en lokal fiskare som han lockade till mitten av sjön med melodierna från sin fiol. Näcken är en mytologisk varelse i svensk folktro, känd för att bo i sjöar och åar och för att spela förtrollande musik på sin fiol för att lura människor i vattnet. Lokala invånare säger att människor brukade ha med sig en svart katt som skydd mot Näcken och hans musikaliska trollformel.
Denna bikupspanel föreställer en gloson som attackerar en årsgångare. Gloson är ett fruktat spöksvin i svensk folktro, känd för att rusa mot människor under mörka vinternätter med sin sylvassa, sågformade rygg. I vissa berättelser rider en liten gubbe med röd pinhätta på glosons rygg.
Årsgångare var personer som utförde en spådomsritual för att få en glimt av framtiden, och de mötte ofta övernaturliga hinder på vägen, där gloson ansågs vara det farligaste. I sagan lockas gloson att attackera årsgångaren, och med sin kraftfulla kropp och brinnande ögon skrämmer hon bort alla som vågar sig på denna riskfyllda ritual.